# Cinema eròtic

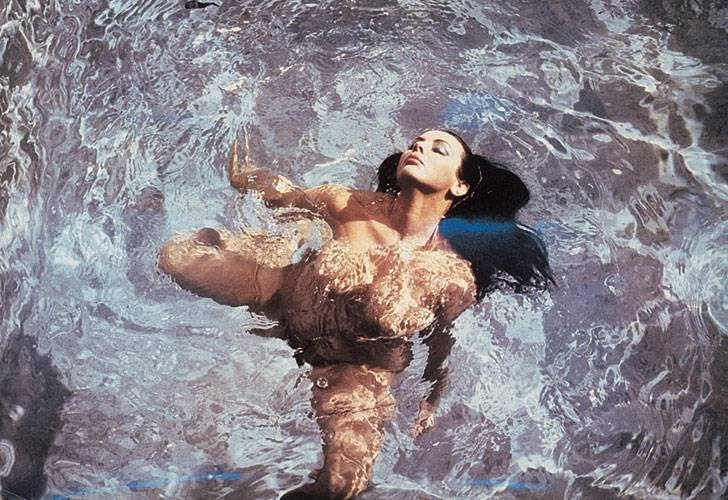
Isabel Sarli a La mujer de mi padre, pel·lícula argentina de 1967.

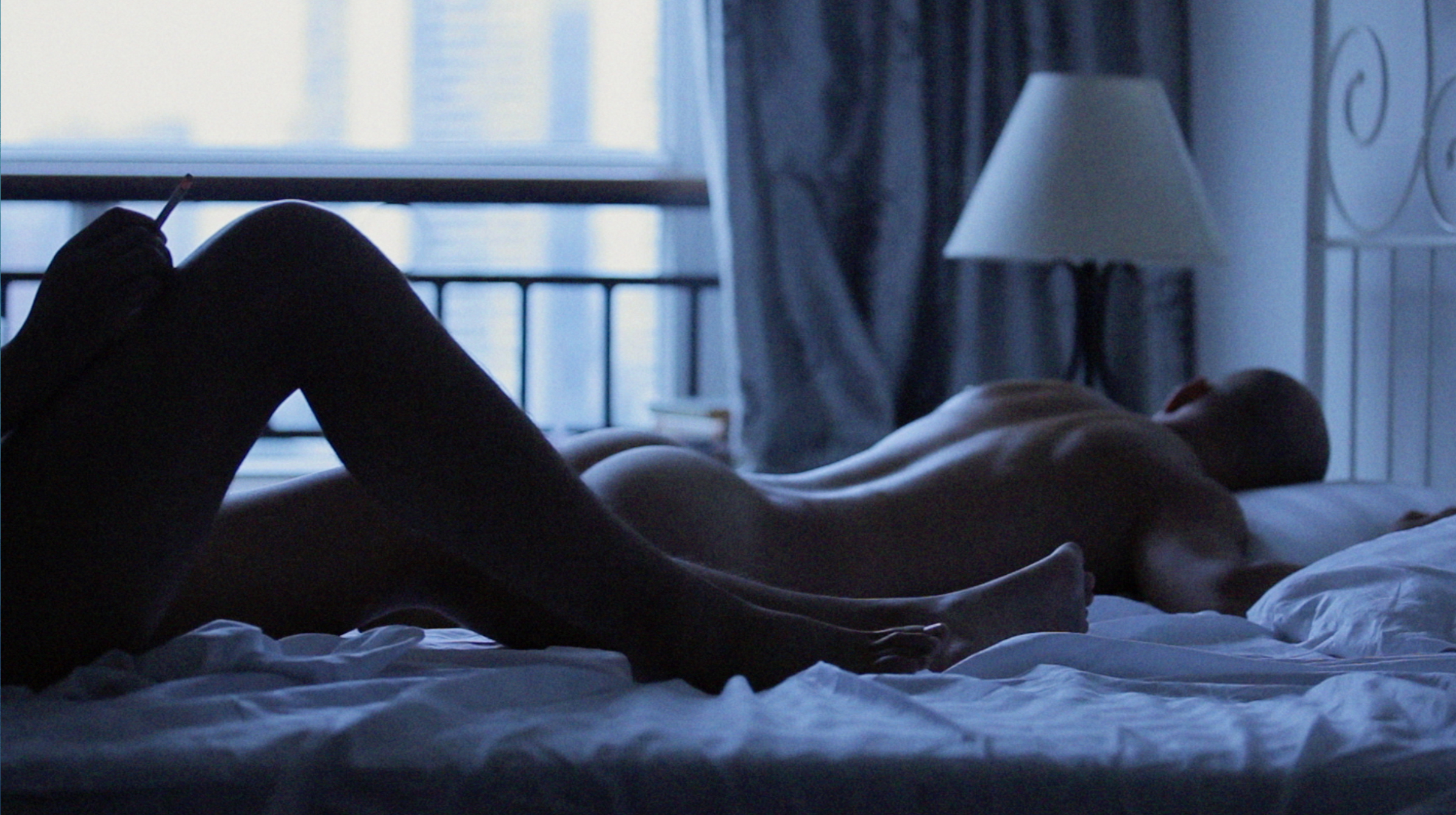
Escena de Fu Guo, curtmetratge sino-espanyol de 2015.

El cinema eròtic és un gènere cinematogràfic en el qual la sensualitat i l'erotisme ocupen un lloc rellevant en la pel·lícula i susciten l'impuls sexual. Aquest tipus de pel·lícules crea situacions en què l'espectador és induït a imaginar, i sol distingir-se del cinema pornogràfic en què aquest últim sí mostra escenes de sexe implícit de manera directa i no té aspiracions artístiques.

## Característiques
La definició "eròtica" d'una pel·lícula és, tanmateix, discutible tant des del punt de vista cultural com històric. Les pel·lícules considerades eròtiques en països com l'Índia o Turquia, a Europa es consideren comèdies, drames, o altres. La sensibilitat també canvia amb el transcurs del temps: una pel·lícula com L'últim tango a París, considerada eròtica el 1972, deixa de ser reconeguda com a tal pel públic actual, tot i que entra dins de la categoria de pel·lícules eròtiques. En general, un film eròtic és una pel·lícula centrada en una aventura amorosa amb una forta tensió eròtica, amb moltes escenes explícites que poden arribar, sense superar-les, a vorejar la pornografia. Tanmateix, aquesta definició no és exhaustiva de totes les possibilitats que ofereix el cinema. Algunes pel·lícules eròtiques contenen escenes "pornogràfiques" com L'Empire des sens (1976), sense ser degudament pornogràfiques. A més, les pel·lícules definides exclusivament com a eròtiques són rares; generalment l'adjectiu eròtic també acompanya altres definicions, com el drama eròtic L'últim tango a París, o el thriller eròtic Nou setmanes i mitja (1986). Per convenció, totes les pel·lícules derivades d'obres eròtiques, tant literàries com teatrals, es consideren eròtiques.
Les escenes sexuals són la característica principal d'una pel·lícula pornogràfica; en les pel·lícules toves la sexualitat és menys explícita, mentre que en les eròtiques la sexualitat és suggestiva, però no necessàriament conté nus, tot i que aquest és un recurs que s'ha usat en innombrables ocasions al llarg de la Història del Cinema. Malgrat això, segons la difunta actriu porno Gloria Leonard, la diferència entre la pornografia i l'eròtica és la il·luminació.
L'evolució del caràcter eròtic d'aquest tipus de pel·lícules ha estat lligada a l'evolució sociopolítica de cada país o cultura, i ha estat condicionada pels diferents factors ambientals o personals, com ara l'establiment d'una sèrie d'arquetipus eròtics, tant femenins com masculins, a partir de Theda Bara: Mae West, Marlene Dietrich, Rodolfo Valentino, Marlon Brando, Marilyn Monroe, Jean-Paul Belmondo, Sophia Loren, Helmut Berger...

## Història

### 1896-1951: els anys de censura

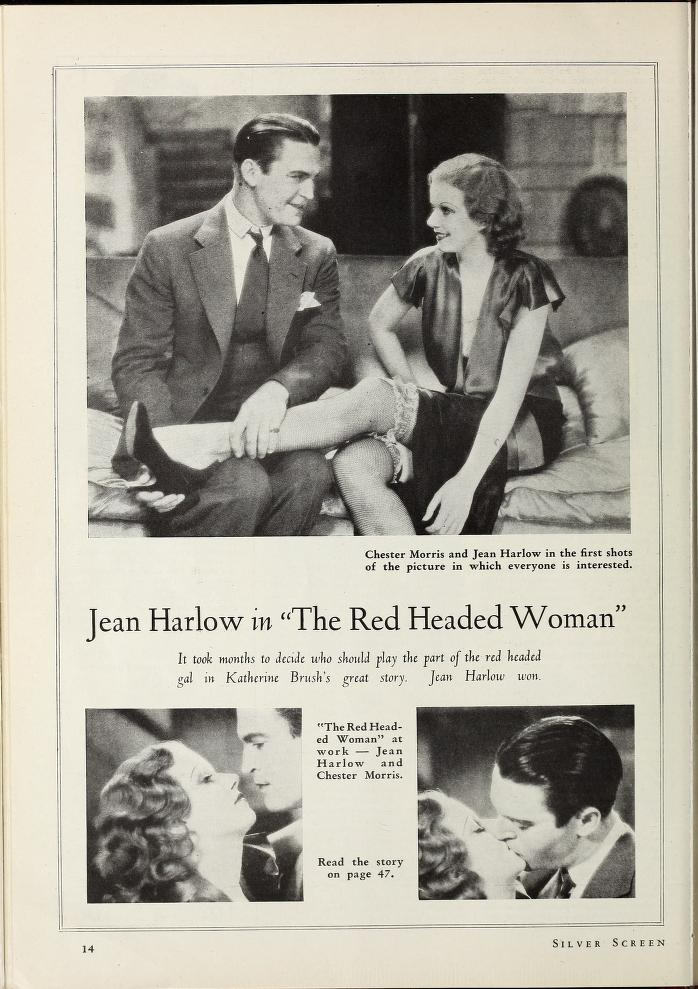
Red-Headed Woman (1932)

El 1896, el primer petó a la pantalla gran a The Kiss, entre John C. Rice i May Irwin, va provocar polèmica: contenia el que es va considerar la primera escena de sexe del cinema, i va provocar la indignació general dels espectadors, líders cívics i líders religiosos, com si una cosa absolutament impactant, obscena i completament immoral, i un periodista del Chicago Tribune va demanar la intervenció policial contra aquesta "obscenitat".
La censura cinematogràfica va aparèixer el 1907 als Estats Units i el 1909 a Anglaterra i França. A partir d'aquí, la nuesa es va revelar en dos circuits paral·lels: el primer, clandestí, amb pel·lícules eròtiques per a una burgesia benestant; i el segon, per al públic en general, en forma de suggeriment. Per a mostrar alguna cosa més que una espatlla nua es necessitava una coartada, la d'una societat "decadent" pertanyent al passat, com a Cabiria (1914). El personatge de la femme fatale apareix per primera vegada a A Fool There Was (1915), amb Theda Bara.
Per crear una aparença d'erotisme, els cineastes juguen amb ombres i transparències. Erich von Stroheim, a qui Hervé Bazin va anomenar "el marquès de Sade del cinema", multiplica les escenes d'amor a la llum de la lluna i les violacions a Esposes frívoles (1922), The Wedding March (1928) i Queen Kelly (1932). Amb el naixement de les pel·lícules de recerca la dècada del 1920 (Un chien andalou, 1929; L'Âge d'or, 1930, ambdues de Luis Buñuel), l'erotisme cinematogràfic va adquirir una altra dimensió.
Promogut pel polític republicà William Hays (qui estava al capdavant de la MPPDA, la Motion Picture Producers and Distributors of America) i adoptat pels estudis de Hollywood, el codi Hays va establir el 1930 unes regles de moralitat precises: els escots s'havien de limitar per l'esquena fins a la cintura, i per la part frontal fins al naixement dels pits, i el llombrígol no es podia mostrar. Es van prohibir els "moviments inadequats". Tot i així, la majoria dels estudis cinematogràfics ignoraven les restriccions reguladores, ja que la seva aplicació no es feia efectiva, i sabien que els espectadors volien veure tot allò que estava a la llista negra; com ara el sexe. Es van produir un gran nombre de pel·lícules notables i reeixides a principis de la dècada del 1930, abans que el Codi s'apliqués de manera estricta, i mostraven dones fent ús de la seva sexualitat, com ara la comèdia Red-Headed Woman (1932), protagonitzada per Jean Harlow i que trencava diversos tabús.
Tanmateix, tant Hays com els estudis van haver de canviar obligats per tres motius: l'augment de la pressió de grups religiosos, les dificultats econòmiques durant la Gran Depressió i l'amenaça de censura federal. El 1934 l'Església catòlica va crear la Legió de Decència, la qual cosa va animar la producció de pel·lícules morals i va condemnar immediatament qualsevol pel·lícula amb un missatge immoral, alhora que amenaçaven de boicotejar pel·lícules. Aquest fet va dur a la creació de la Production Code Administration (PCA), per tal de regular les pel·lícules de manera més restrictiva encara.
Això va forçar els productors a reinventar-se i ser més creatius a l'hora d'afegir escenes de sexe a les seves pel·lícules, trobant alternatives que fossin bons reclams per als espectadors. Els cineastes d'explotació, gènere que havia nascut la dècada anterior, van fer diverses pel·lícules independents "educatives", amb contingut socialment inapropiat però amb l'aparença de servei públic, tals com Sex Madness (1937), The Birth of a Baby (1938), o Child Bride (1938).
Si Tarzan anava amb el tors nu, l'exotisme obliga, l'evolució dels vestits de Jane de la saga produïda pel Metro-Goldwyn-Mayer amb Johnny Weissmuller va ser flagrant: a Tarzan the Ape Man (1932) i a Tarzan i la seva companya (1934) ella anava vestida només amb una pell d'animal de pell que amaga gran cosa, a La fuga de Tarzan (1936) portava una combinació que ja no realçava gaire les seves formes. Els productors estatunidencs van començar a jugar amb els suggeriments, i el fetitxisme sexual va arribar a una mena d'època daurada. Se seleccionaven actrius per al repartiment segons la mida dels seus pits, i es produïen pel·lícules amb actrius amb els pits grossos.
El cinema europeu era més lliure que el seu homòleg estatunidenc. L'any 1933, a Extáze, de Gustav Machatý, Hedy Lamarr apareix completament despullada sortint del seu bany en la que va ser la primera escena d'una pel·lícula a incloure un nu femení integral. El govern estatunidenc en va fer cremar una còpia simbòlicament el 1935. A França, a Le Jour se lève, Arletty era nua a la dutxa, però el pla va ser tallat per la censura.
Mae West, a qui el magnat dels diaris William Hearst va anomenar "monstre luxuriós", va ser succeïda per Jane Russell. La publicitat de Fora de la llei (The Outlaw en la seva versió original en anglès), de 1943, es basava principalment en l'escot de Russell, cosa que va fer endarrerir l'estrena de la pel·lícula. Aquesta havia estat filmada el 1941 i estrenada el 1943 a San Francisco, tot i que només va estar a les sales de cinema durant una setmana abans de ser retirada; posteriorment va ser reestrenada el 23 d'abril de 1946 a la mateixa ciutat, i no va ser fins al 1950 que va fer-ho en tot el país.
El 1946, un striptease semblava encara el súmmum de l'erotisme quan Rita Hayworth va treure's només un guant al film noir Gilda.

### 1952-1968: la pantalla s'allibera

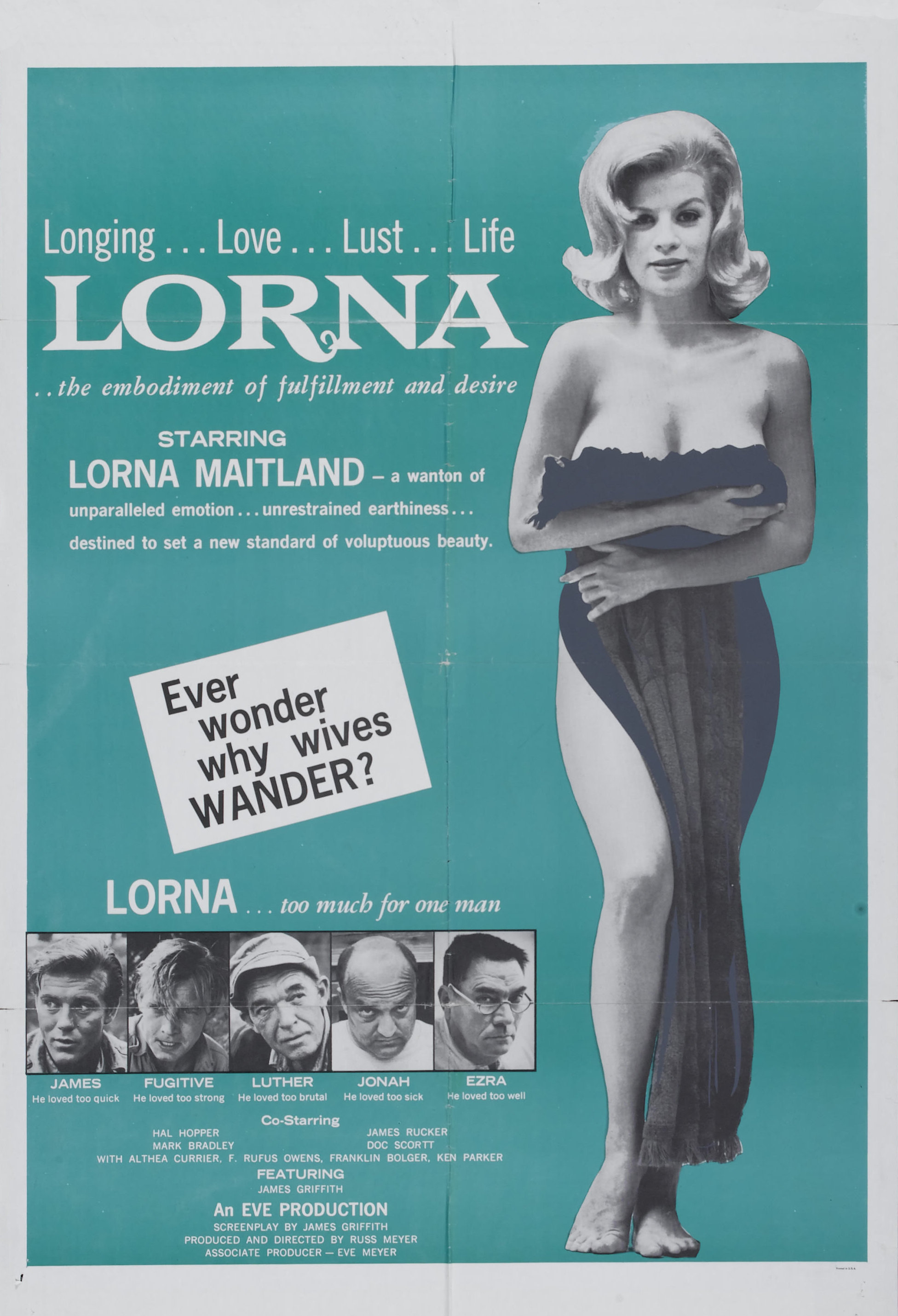
Pòster de Lorna (1964)

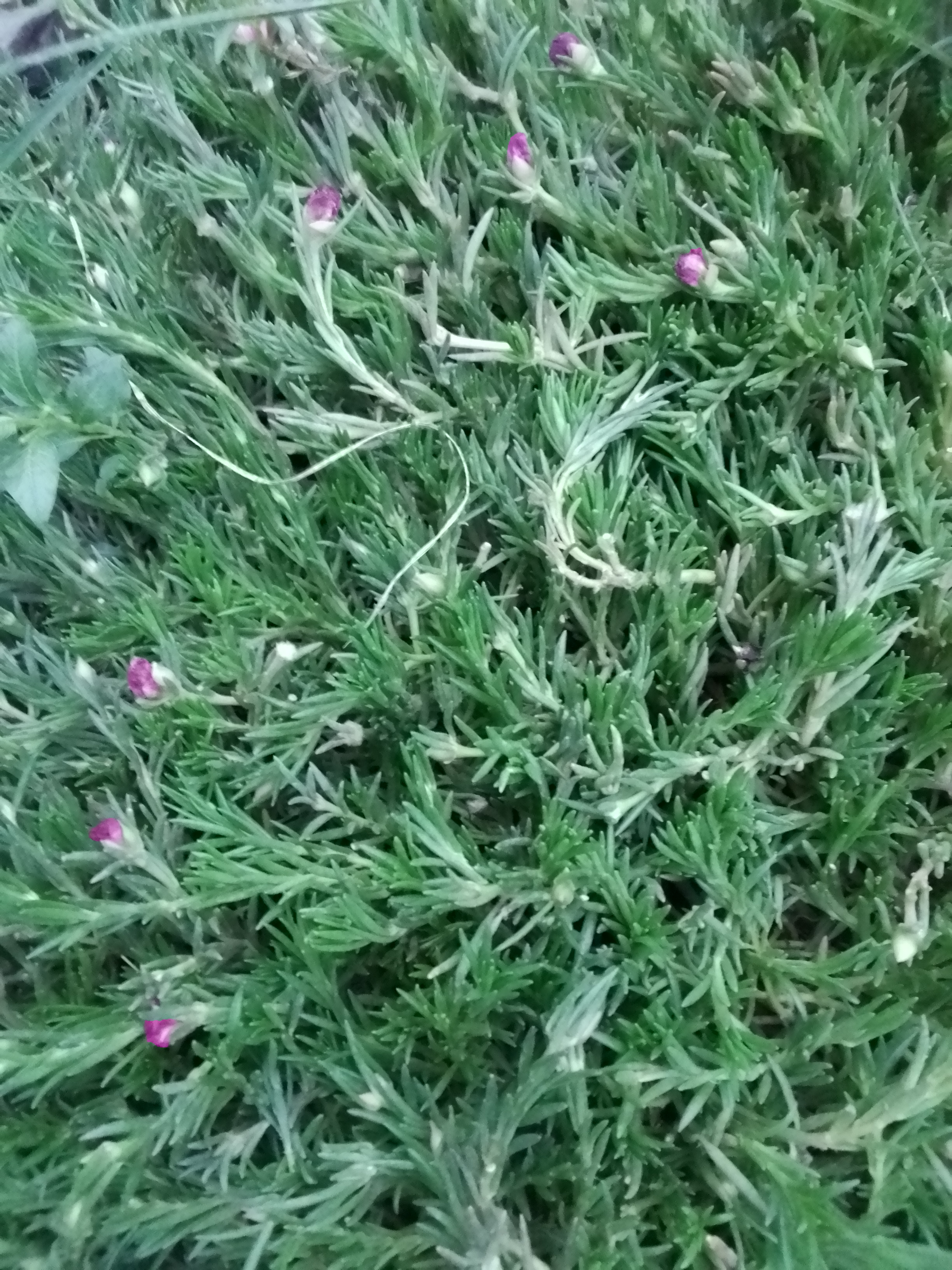
Pòster de Belle de jour (1967)

Després de la Segona Guerra Mundial, i amb la competició de la televisió a casa per una banda i de les pel·lícules estrangeres amb nus per l'altra, la indústria cinematogràfica estava menys inclinada a frenar els cineastes, que no podien esperar més a que les regles imposades pel codi Hays s'actualitzessin. Durant aquell període, en el qual els estàndards de decència eren molt rigurosos, la reina del pin-up Bettie Page i altres estrelles del burlesc van aparèixer en una trilogia eròtica que van fer passar per documentals: Striporama (1953), Varietease (1954), i Teaserama (1955), les dues últimes dirigides per Irving Klaw. Tot i tenir una aparença insulsa, van ser pensades per a excitar sexualment. Finalment, el 1952, el Tribunal Suprem dels Estats Units va revocar la decisió de 1915 i va dictaminar que la indústria cinematogràfica havia de gaudir de la llibertat d'expressió garantida per la Primera Esmena, i cap a mitjans de la dècada del 1950 el Codi va ser reescrit per tal de permetre alguns dels temes anteriorment prohibits, sempre que fossin "tractats dins dels límits curosos del bon gust".
Els cineastes francesos d'aquell moment, pertanyents a la Nova Onda, com ara François Truffaut, proposaven la teoria de l'autor, segons la qual la pel·lícula era una obra d'art i el director un mitjà d'expressió personal. El 1956, la sortida simultània de I Déu creà la dona del francès Roger Vadim, amb Brigitte Bardot, un símbol sexual de renom mundial, i de Baby Doll d'Elia Kazan, qui presentava la sensualitat de la seva heroïna, va obrir un camí cap al qual es va llençar una part important de la producció europea i estatunidenca, amb el cinema italià al capdavant. El suec Ingmar Bergman ja ho havia fet prèviament a L'estiu amb Monika (1953), narrant d'una manera molt realista la història d'amor entre dos joves que gaudeixen plenament de la seva sexualitat, i mostrant la sexualitat en la seva esplendor de Harriet Andersson, l'actriu protagonista.
Hi hauria un enduriment de la censura a finals de la dècada, però el moviment ja havia començat.
A Hollywood, els cineastes jugaven amb metàfores, fins i tot en pel·lícules d'estudi no eròtiques. A Perseguit per la mort (1959), Alfred Hitchcock va seguir l'escena en la qual Cary Grant i Eva Marie Saint s'abracen en el llit en un vagó amb un pla on el tren entra dins d'un túnel, una al·legoria del coit. A Espàrtac (1960) Stanley Kubrick va evocar subtilment la bisexualitat del personatge de Laurence Olivier, qui li explicava a Tony Curtis que li agradaven les "ostres" i els "cargols"; o sigui, fer sexe tant amb dones com amb homes.
Tot i així, la tolerància pels temes madurs anava creixent en la societat (cosa que es reflectia en les diverses formes d'entreteniment del gran públic), juntament amb la creença que la censura estava obsoleta. Els reptes del sistema, el canvi d'actituds culturals, i la moral liberalitzada i permissiva van dur a les pel·lícules de Hollywood més testimonis de nuesa i sexualitat. Alhora, les expressives pel·lícules europees d'art house van demonstrar que el sexe en les pel·lícules comportava majors beneficis econòmics.
Els productors independents van crear un nou gènere, el cinema de nudistes sense contacte físic i sense nuesa mostrada. Russ Meyer, un antic fotògraf de la revista Playboy, va entrar en aquesta escletxa per a crear les seves pel·lícules de paròdia amb actrius amb pits hipertrofiats. The Immoral Mr. Teas (1959), de Meyer, (on el protagonista és capaç de veure nues les dones amb qui es creua, fent que es bolqui a la luxúria i el sexe desenfrenat) va ser una de les primeres pel·lícules pornogràfiques estatunidenques a gaudir d'una distribució oficial i de l'atenció d'una crítica seriosa, amb alts beneficis. En comparació amb la producció europea importada d'amagat, la pel·lícula de Meyer innovava explicant una història, i va marcar l'inici d'una sèrie de pel·lícules amb èxit pel seu autor que anaven molt més enllà dels límits de les sales especialitzades i atreien així un nou públic. El 1964 va produir Lorna, protagonitzada per l'actriu Lorna Maitland, qui va ser elegida pel paper pel volum dels seus pits; aquesta va suposar la primera de les pel·lícules sexploitation del seu director, i també l'última de les seves "nudistes".
A Europa, les pel·lícules eròtiques continuaven amagades rere la coartada de l'educació sexual. La primera pel·lícula de la trilogia alemanya Helga (Helga – Vom Werden des menschlichen Lebens, dirigida al públic adolescent i on s'hi mostrava un part) va tenir un gran èxit el 1968, amb més de quatre milions d'espectadors a Alemanya, i també va ser un èxit a França, Itàlia i el Regne Unit. Als cartells, la prostitució, la trata de blanques i l'alliberament de la moral van fer que apareguéssin advertiments als cartells de les pel·lícules en qüestió, en forma de crida al consum (vegeu exemple).
L'any 1962, Lolita, adaptació de Stanley Kubrick de la novel·la de Vladímir Nabókov, abordava el tema de la pedofília en mostrar un home de mitjana edat obsessionat amb una adolescent de 15 anys, que juga el paper d'ingènua i de provocadora alhora. El 1965, l'estatunidenca The Pawnbroker de Sidney Lumet va ser la primera pel·lícula produïda per un gran estudi a mostrar pits nus acceptats per la Motion Picture Association of America (MPAA). A Europa, Michelangelo Antonioni va ser el primer a mostrar un pubis femení a Blow Up el 1967.
La censura del govern francès va prohibir per motius religiosos Suzanne Simonin, la Religieuse de Diderot (coneguda com La Religieuse), dirigida per Jacques Rivette el 1966 i que presenta una mare superiora sàdica amb intencions lèsbiques envers la protagonista. Als Estats Units, el 1967, el Congrés va votar crear una Comissió de Pornografia i Obscenitat per fer front a una producció cinematogràfica que mostrava un nus complets i una conducta sexual cada vegada més alliberada.
Durant la dècada del 1960 el cinema eròtic va basar la seva importància principalment en les experiències del cinema underground estatunidenc, que havia nascut a Nova York fruit de la reacció contra l'imperalisme financer, ideològic i estètic de Hollywood, i que rebutjava totes les regles, com Flesh (1968), dirigida per Paul Morrissey i produïda per Andy Warhol, i que va protagonitzar Joe Dallesandro. Aquest posicionament també va ser seguit a Europa, com Belle de jour (1967), de Luis Buñuel, on una jove dona casada interpretada per Catherine Deneuve desferma la seva imaginació i els seus desitjos treballant com a prostituta i practicant el sadomasoquisme, tot i que la pel·lícula no mostra sexe explícit.

### 1969-1980: l'edat d'or

#### Onada popular de pel·lícules eròtiques («soft»)

Pòster de Foxy Brown (1974).

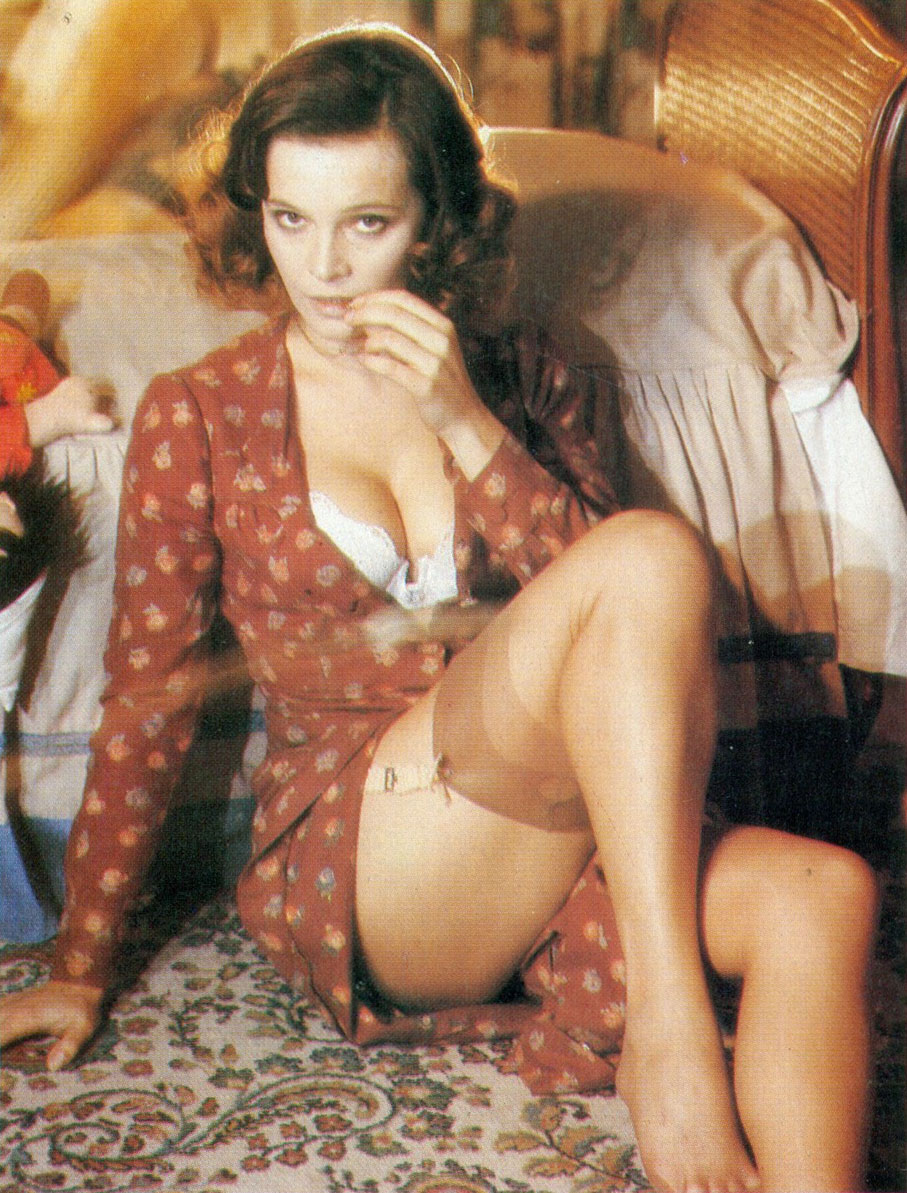
Laura Antonelli a Malizia (1973).

La fi de la dècada del 1960 va estar marcada per un moviment social llibertari molt fort, que va trobar la seva principal realització a França amb el maig del 68 i als Estats Units amb el festival de Woodstock. La pel·lícula Woodstock, dedicada a aquest darrer esdeveniment, va difondre per tot el món una imatge de llibertat sexual. Mentre que alguns es refereixen a aquest període com l'època daurada, d'altres, al contrari, parlen d'un moment de gran confusió dels gèneres, tant a nivell moral com estètic. Concretament, una lleu relaxació de la censura, la flotació legislativa, el plaer de frenar la prohibició i l'apetit comercial van conduir durant aquells vint anys a no distingir entre pornografia i erotisme, dos gèneres que alguns crítics consideren essències molt diferents. El cap de la MPAA havia estat suggerint darrerament que un sistema de classificació de pel·lícules funcionaria millor que el de censura de Hays, i el 1968 la seva organització va passar finalment de restringir els cineastes a alertar el públic, utilitzant la classificació per edats actual. Així, doncs, la indústria cinematogràfica va abandonar finalment el Codi Hays i va començar a classificar voluntàriament les pel·lícules que produïa (com G, M, R o X) basant-se en rangs d'edats permesos per tal de protegir els menors.
Dones enamorades (1969), de Ken Russell, connectava amb la revolució sexual i les polítiques bohèmies de l'època, i contenia una escena de lluita entre Oliver Reed i Alan Bates nus a la llum de la llar de foc, i que va trencar la convenció de l'època per a les pel·lícules de públic general de no mostrar genitals masculins frontalment, tot i que finalment no va ser tallada pels censors britànics.
Aquesta tendència llibertària va permetre al cinema tradicional d'abordar temes nous o parlar més obertament sobre les relacions sexuals. L'homosexualitat es va tractar a Thérèse et Isabelle (1968) o Sunday Bloody Sunday (1971), la poligàmia a Bob, Carol, Ted i Alice (1969) o Mariage collectif (1971), i el sadomasoquisme i la violència a L'Eden et après (1970). El 1972, L'últim tango a París va abordar la sodomia, assegurant-li a la pel·lícula una reputació i un èxit important de taquilla. Amenaça a l'ombra (1973), de Nicolas Roeg, contenia escenes controvertides pel fet de mostrar-hi sexe explícit entre Julie Christie i Donald Sutherland (que interpretaven un matrimoni), inusualment gràfic per l'època, i fins i tot la representació d'un cunnilingus; durant molts anys hi va haver rumors sobre si el sexe era simulat o no, fet que va ser finalment desmentit per Sutherland i per un dels productors.
A partir de 1973, els cinemes van veure l'arribada d'un seguit de pel·lícules de sèrie B o Z "amb seqüències addicionals", que eren pel·lícules tradicionals de baix pressupost amb escenes afegides de pel·lícules pornogràfiques o eròtiques. Aquest fenomen va durar un any, fins a l'explotació completa de les pel·lícules de les quals s'extreien aquestes escenes addicionals. Entre aquesta producció de pel·lícules eròtiques hi havia The Party at Kitty and Stud's (1970), una pel·lícula romàntica de porno tou que va marcar els inicis de Sylvester Stallone, i que es va reeditar amb el títol d'Italian Stallion ("Semental italià") deprés que Rocky s'estrenés el 1976, i aprofitant la fama del seu protagonista. També hi trobem Foxy Brown (1974), la pel·lícula més influent del gènere blaxploitation, on Pam Grier es fa passar per prostituta i mostra una atracció sexual implacable mentre combat els dolents de la pel·lícula. Aquesta, tot i que no va ser perseguida per obscenitat als Estats Units, sí que va ser incautada i confiscada en el Regne Unit sota la secció 3 de la Llei de Publicacions Obscenes de 1959; i, malgrat les crítiques ferotges d'alguns mitjans amb relació a l'excés de sexualitat, la pel·lícula va ser un èxit financer.
Seguidament es va desenvolupar una producció de luxe de pel·lícules obertament eròtiques que gaudien d'una promoció comparable a la de les pel·lícules tradicionals. Emmanuelle (1974) va ser el vaixell insígnia d'aquesta època: va estar en les sales de cinema durant més de deu anys, i és una de les pel·lícules franceses amb més beneficis de tota la Història del cinema.
Durant les liberals dècades del 1970 i 1980, moltes estrelles de cinema europees van aparèixer en diversos drames romàntics o de comèdia de «soft-core» classificats R, que sovint requerien que les actrius apareguéssin nues i exhibíssin atractiu eròtic. Aquest va ser el cas de les italianes Laura Antonelli i Serena Grandi, la francesa Clio Goldsmith i l'alemanya Olivia Pascal.
El cinema popular es va apoderar del moviment, i Georges Lautner va realitzar una comèdia sobre el tema, On aura tout vu (1974), amb Pierre Richard i una Miou-Miou molt despullada, en els seus inicis com a actriu. Les primeres pel·lícules de Bertrand Blier, Les Valseuses (1974) i Calmos (1976), van estar marcades per aquesta dessacralització del nu i misogínia que van caracteritzar l'època. Als Estats Units, les actrius principals acceptaven despullar-se. Les pel·lícules d'animació no van quedar al marge d'això, ja que el 1975 també es va veure a la pantalla gran La Honte de la jungle, de Picha, que narrava les aventures pujades de to de Tarzan.
Ràpidament directors com els europeus Alain Robbe-Grillet (Glissements progressifs du plaisir, Le Jeu avec le feu), Marco Ferreri (Liza, La grande abbuffata) o Barbet Schroeder (Maîtresse) van abordar directament els diversos aspectes de la sexualitat. Gràcies a l'erotisme, el cinema japonès va ser capaç d'exportar les seves produccions, i el cineasta Nagisa Ōshima va obtenir dos grans èxits: el 1976 amb L'Empire des sens (que mostrava sexe no simulat entre els seus protagonistes, i que va ser prohibida en països de tot el món) i el 1978 amb L'Empire de la passion, per la qual el seu director va obtenir el Premi a la millor direcció al Festival de Canes.
El cinema italià també va produir moltes obres que jugaven amb l'erotisme de les seves heroïnes. El 1973, Laura Antonelli va guanyar renom com a estrella internacional gràcies als seus lligacames seductors a Malizia, i la pel·lícula es va convertir en el major èxit econòmic del seu director, Salvatore Samperi, i en una de les més vistes a Itàlia. El gènere va arribar al seu punt àlgid amb Calígula (1980), de Tinto Brass, la pel·lícula eròtica més ambiciosa de la història i alhora un dels fracassos més remarcables. Aquesta conté escenes explícites de sexe no simulat, rodades posteriorment amb actors porno, i roman prohibida en diversos països. Entremig, Els contes de Canterbury (1972), Les mil i una nits (1974), i Salò o le 120 giornate di Sodoma (1975, considerada la més pertorbadora i controvertida de totes les seves pel·lícules), totes tres de Pier Paolo Pasolini, van suposar tota una revolució del gènere, juntament amb Il portiere di notte (1974), de Liliana Cavani, considerada una pel·lícula de culte.
El Quebec no va ser aliè al moviment, entrant a la ronda amb una onada de pel·lícules eròtiques que va començar amb Valérie (1968), amb l'actriu Danielle Ouimet, seguida de L'Initiation (1970) i Deux femmes en or (1970; un dels majors èxits del cinema del Quebec). Tot i que eren relativament poc explícites, aquestes pel·lícules van adquirir un significat especial al Quebec, que es trobava en plena Revolució Tranquil·la, i que tot just havia escapat del llast moralitzador secular de l'Església catòlica; aquestes pel·lícules també van tenir un gran impacte i van obtenir un gran èxit comercial.

#### Multiplicació de pel·lícules pornogràfiques («hard»)

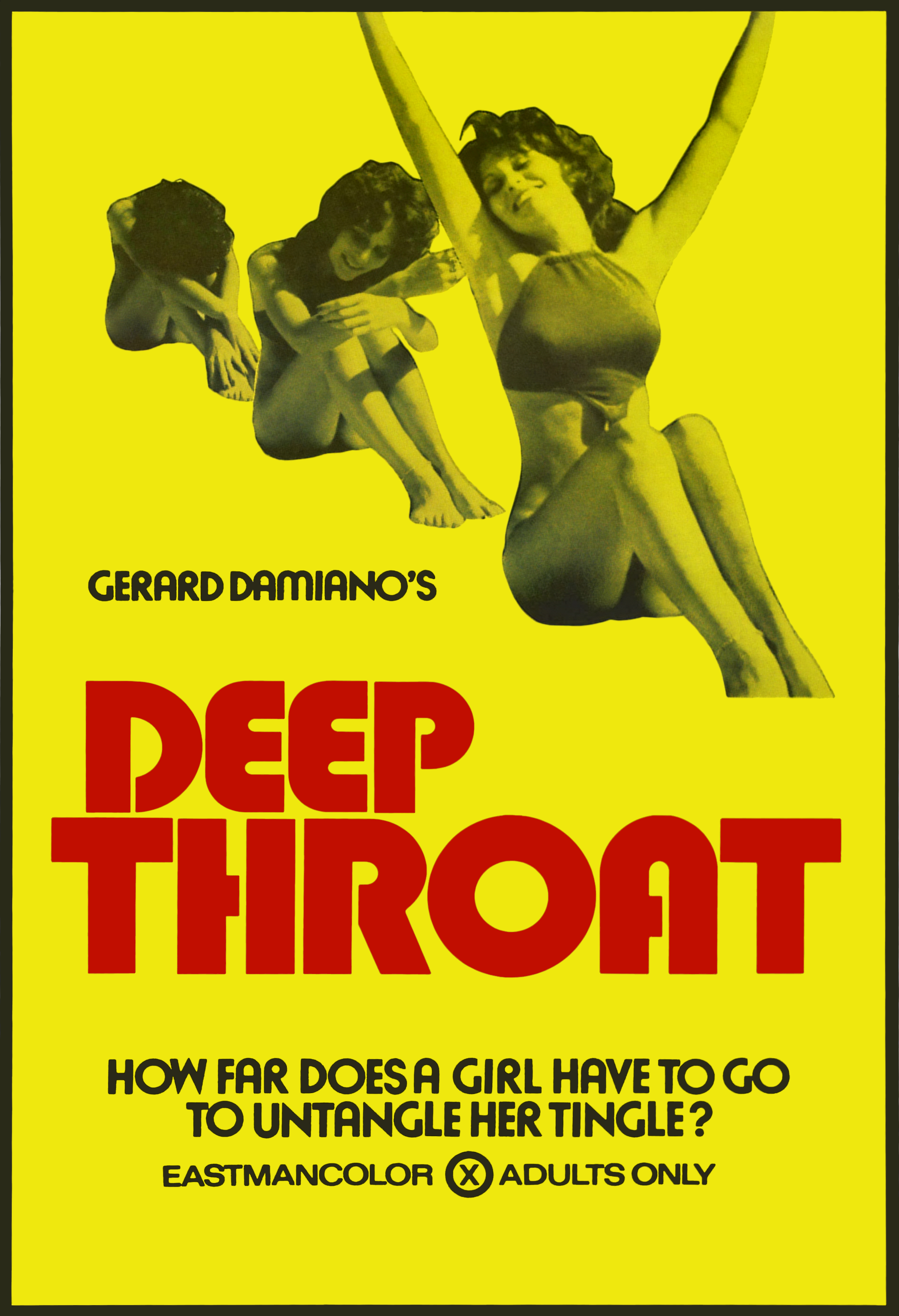
Pòster de Deep Throat (1972)

Al mateix temps, van aparèixer les primeres pel·lícules «hardcore» (amb actes sexuals no simulats) a partir del 1969. El moviment es va iniciar a la costa Oest dels Estats Units (San Francisco) i es va estendre ràpidament a la resta del món. Deep Throat (1972) amb Linda Lovelace, i The Devil in Miss Jones (1973), totes dues de Gerard Damiano, no van sortir a França fins al 1975. Els Estats Units només van aconseguir els drets per a les versions «soft» d'aquestes dues pel·lícules, tot i ser estatunidenques. L'altre gran clàssic d'aquesta època coneguda com a porno chic és Behind the Green Door (1972), dels germans Mitchell, i que va fer que Marilyn Chambers, l'actriu protagonista, es convertís en una celebritat.
Al costat francès, José Bénazéraf va llançar el mateix any quatre pel·lícules «dures». Les pel·lícules pornogràfiques, que representaven la meitat de les pel·lícules projectades, van tenir un 20% de la quota de mercat a París-ciutat i un 15% a França (és a dir, 25 milions d'espectadors). Exhibition, de Jean-François Davy, va atraure 575.000 espectadors a la perifèria de París i 1,5 milions a França, una puntuació comparable a l'èxit del James Bond de l'època. Tres altres pel·lícules van superar el milió d'entrades a França: Les Jouisseuses el 1974 (2,2 M), Les Expériences sexuelles de Flossie el 1975 (1,5 M) i La Masseuse perverse el 1973 (1,1 M).
Aquesta proliferació de pel·lícules «dures» va despertar un autèntic clam. El 31 d'octubre de 1975 es va aprovar la llei francesa que instituïa la classificació X que exigia la distribució de pel·lícules considerades pornogràfiques en cinemes especialitzats, l'impost sobre el valor afegit es va incrementar un 20%, i es va eliminar qualsevol dret a suport automàtic. Es va posar en marxa un impost de 300.000 francs sobre l'explotació de pel·lícules X estrangeres, cosa que va crear un proteccionisme que permetria que la producció francesa visqués còmodament durant uns quants anys més: el 85% de les pel·lícules projectades a França eren franceses. El cinema francès X va crear aleshores les seves estrelles: Marilyn Jess, Brigitte Lahaie, Alban Ceray, Jean-Pierre Armand o Richard Allan. El 1977, els cinemes X encara suposaven vuit milions d'entrades a França, un 5% de les entrades.
Aquesta llei va ser votada per la dreta parlamentària, mentre que l'esquerra s'hi va oposar majoritàriament. Fins i tot va tenir lloc una gran manifestació a la Plaça del Trocadéro de París, i els partits d'esquerres van anunciar que denunciarien aquella "censura" en la propera alternança de poder, que finalment va tenir lloc el 1981.

### 1981-1999: l'erotisme abandona els cinemes
De les 200 sales el 1975, la llei francesa del 31 d'octubre de 1975 va reduir-ne el número a 136 l'any següent; aquest nombre va baixar fins a 72 a finals de 1981, però la proporció de pel·lícules X continuava sent del 13% a París ciutat i del 5% a França. Els grans èxits del gènere van atraure uns 170.000 espectadors. Els dos directors del moment eren Burd Tranbaree (Les Bas de soie noire, 1981; Initiation d'une femme mariée, 1983) i Gérard Kikoïne (Bourgeoise et pute, 1982). El rellançament d'Exhibition (Jean-François Davy, 1975) va atraure encara 87.000 espectadors el 1983.
L'any següent va marcar un descans. Els temps havien canviat (apareix la por a la SIDA) i l'esperit llibertari de la dècada del 1970 va deixar pas a l'esperit liberal de la dècada del 1980. L'augment del vídeo va transformar el món de les pel·lícules eròtiques («dures» i «toves»), ja que va permetre els espectadors de quedar-se a casa. El mercat de pel·lícules X a les sales de cinema es va esfondrar, tal com il·lustra el major èxit de 1984,
 que va aconseguir uns ingressos inferiors a la meitat del de 1983 (55.000 contra 134.000 d'entrades a París). El moviment va créixer el 1985, quan es va permetre a Canal+ emetre una pel·lícula X al mes (cosa que va salvar la cadena de fer fallida). La primera va ser Exhibition. El mateix fenomen es va produir a tots els països, tal com descriu molt bé Boogie Nights (1997), de Paul Thomas Anderson, inspirada en la història de John C. Holmes. El 1991, només hi havia 24 sales X a França i, deu anys després, només una a París (Le Beverley - 75002).
Fins i tot les pel·lícules «suaus», van perdre assistència. Emmanuelle 4 (1984) per la part francesa i Nou setmanes i mitja (1985) per la estatunidenca van ser les darreres pel·lícules eròtiques amb èxit als cinemes. John Derek, en associació amb la seva dona Bo Derek (que s'havia donat a conèixer el 1979 a 10, la dona perfecta, de Blake Edwards) i David Hamilton van fracassar, ja que representaven els exitosos directors de pel·lícules eròtiques «suaus» a la darreria de la dècada del 1970. En aquells moments, aquestes pel·lícules es limitarien a les produccions de televisió programades per a la segona meitat de la nit. L'erotisme de les pel·lícules de les dècades del 1980 i 1990 és menys natural. Es jugava més amb el suggeriment (Sharon Stone a Instint bàsic, 1992 o Linda Fiorentino a Jade, 1995) i la sensualitat (L'Amant, 1992 o Exotica, 1994). Només el cinema espanyol va donar una mica de calor al nu, amb personalitats com Pedro Almodóvar (¡Átame!, 1990) o Bigas Luna (Las edades de Lulú, 1990). A Corea del Sud i el Japó, que havien estat un gran mercat per al thriller eròtic durant les dècades del 1980 i 1990, això també va anar canviant i van esdevenir un mercat més difícil.
Als Estats Units, com els productors de pel·lícules per adults aplicaven la classificació "X" en benefici propi, generant amb el pas dels anys la "XX" i la "XXX" per motius de màrqueting, el 1990 la MPAA va haver de crear la classificació NC-17 per tal de no estigmatitzar les pel·lícules no pornogràfiques. Tanmateix, alguns crítics consideren que el sistema és un fracàs, a causa del seu caràcter subjectiu i arbitrari. Molts estudis han eludit el sistema autocensurant, eliminant de les cintes el sexe i la violència explícits per tal d'evitar la temuda qualificació NC-17, i així poder aconseguir més públic.
La creació de programes com el francès Le Journal du hard (que presenta l'actualitat del cinema pornogràfic) a Canal+, la baixada del preu de les cintes de vídeo (que van passar de més de 1.000 francs el 1984 a menys de 100 francs quinze anys més tard), la publicitat d'estrelles de cinema X feta per canals de televisió, i l'augment del DVD va acabar per descarregar de culpa l'audiència. Brigitte Lahaie i Traci Lords van ser dues de les primeres estrelles del gènere, tot i que posteriorment van intentar una reconversió en el cinema tradicional (Henry and June per a la primera i Cry-Baby per a la segona), però sense èxit.
El mercat de vídeo porno va esclatar, i es van crear veritables imperis del sexe filmat (el Private suec o l'estatunidenc Vivid, per exemple), aprofitant l'augment de canals de televisió especialitzats (Play-boy TV als Estats Units a la dècada del 1980, XXL a França a mitjans de la del 1990). Les pel·lícules eròtiques «dures» proporcionaven més del 75% dels ingressos de pagament per visió als hotels, i les cintes de vídeo X van deixar de vendre's a botigues especialitzades per fer-ho en els quioscos tradicionals. Aquest cinema va crear les seves pròpies estrelles: Christophe Clark, Tom Byron, Roberto Malone, Rocco Siffredi, Traci Lords, Hunter Praisley, Julia Channel, Tabatha Cash, Laure Sainclair,... Els diàlegs no eren fonamentals en aquestes pel·lícules, de manera que les estrelles assoleixen ràpidament un status internacional, com l'italiana Selen o altres actrius de l'Europa de l'Est: Tania Russof, Lea Martini, Anita Blonde... L'entrevista concedida a Objectif Cinéma per Ovidie, actriu i directora de pel·lícules pornogràfiques, és especialment instructiva per comprendre la realitat d'una producció X del moment. Enmig d'una producció de molt mala qualitat, sortien pel·lícules de qualitat de directors com Andrew Blake (antic fotògraf), Marc Dorcel (antic productor) o Paul Thomas i John Leslie (dos antics actors X).
A la dècada del 1990, els Hot d'or, iniciativa de la revista francesa Hot Vidéo que premiaven les millors produccions X, s'organitzaven en paral·lel al festival de Canes. El cinema tradicional feia més atractius els actors i actrius porno: Ovidie a Le Pornographe i Mortel transfert (ambdues del 2001), Raffaëla Anderson i Karen Bach a Baise-moi (2000), Rocco Siffredi a Romance X (1999).

### 2000-present: la nova era
L'any 2000 va marcar la trobada entre el cinema tradicional i el pornogràfic. Per una banda, a Baise-moi de Virginie Despentes i Coralie Trinh Thi (antiga actriu porno) li van retirar el permís de projecció al circuit habitual; d'altra banda, 15 anys després de la fel·lació de Maruschka Detmers a Il diavolo in corpo (1986), la no simulada que apareix a la pel·lícula de Patrice Chéreau a Intimacy ja no va provocar cap controvèrsia. Finalment, Lars von Trier va produir una autèntica pel·lícula X, Pink Prison (1999), que contenia autèntiques escenes hardcore.
El 2002, després de la publicació d'un informe sobre l'entorn mediàtic de la joventut (que revelava que l'11% dels infants d'entre 4 i 12 anys, els pares dels quals estaven subscrits a Canal+ havien vist un fragment) i una regulació europea vinculant en aquest sentit, es va posar en qüestió la difusió de pel·lícules X a la televisió francesa. El gènere ja s'havia democratitzat a la televisió francesa: més de 100 pel·lícules pornogràfiques que s'oferien als canals de cable i satèl·lit (XXL, CinéCinéma i TPS cinéma) als quals s'haurien d'afegir 80 títols a Kiosque i Multivision.

## Gèneres i subgèneres
Les pel·lícules eròtiques poden estar protagonitzades principalment per personatges o trames, amb un solapament considerable. La majoria de drames se centren al voltant del desenvolupament dels personatges, com ara Secretary (2002), de Steven Shainberg. Les de comèdia, sobretot les comèdies romàntiques i els drames romàntics, tendeixen a la interacció de personatges.
Les de misteri, suspens, drama i terror tendeixen cap a trames i premises fortes, com ara L'últim tango a París (1972), Vestida per matar (1980), Foc en el cos (1981), Nou setmanes i mitja (1986), El cor de l'àngel (1987), Instint bàsic (1992), Dona blanca soltera busca (1992), El color de la nit (1994), Showgirls (1995), Leaving Las Vegas (1995), Different Strokes (1997), Wild Things (1998), Eyes Wide Shut (1999) i En carn viva (2003). Altres, com Va passar ahir a la nit (1986), Les amistats perilloses (1988), Monster's Ball (2001), Chloe (2009), Love & Other Drugs (2010), Blue Valentine (2010), Shame (2011), Compliance (2012) i The Sessions (2012) combinen trames i personatges forts.
Dins del cinema eròtic hi ha diversos subgènres, entre els quals en destaquen dos: el thriller eròtic i el terror eròtic.

### Thriller eròtic
Els thrillers eròtics són un subgènere eròtic, molt popular als Estats Units, i que va gaudir de gran èxit durant les dècades del 1980 i 1990. Hi trobem pel·lícules com Vestida per matar (1980), A la cacera (1980), El cor de l'àngel (1987), Atracció fatal (1988), Instint bàsic (1992), Dona blanca soltera busca (1992), El color de la nit (1994), The Maddening (1995), Jade (1995), Llaços ardents (1996), Crash (1996), Wild Things (1998), Eyes Wide Shut (1999), En carn viva (2003), Chloe (2009), Compliance (2012) i The Boy Next Door (2015). En algunes pel·lícules sovint s'utilitza el desenvolupament d'una relació sexual (o fins i tot el sexe ocasional) per crear tensió en el fil argumental, sobretot si les persones implicades no han de dormir juntes, com a Un embolic molt perillós (1998), on una marshal dels Estats Units té relacions sexuals amb el criminal que persegueix.

### Terror eròtic
En les pel·lícules de terror, el sexe s'utilitza sovint per marcar personatges condemnats a morir, ja que els que participen en actes sexuals solen ser els primers a ser perseguits per l'antagonista (Divendres 13, 1980; Scream, 1996; Cabin Fever, 2002). En les del subgènere de terror eròtic, especialment les estatunidenques i les asiàtiques, hi sovintegen tot tipus d'espècies no humanes i extraterrestres: zombis, caníbals, vampirs, monstres, combinat amb la violència. Per exemple, Species, espècie mortal (1995) i les seves seqüeles també presenten moltes morts sexuals, ja que pràcticament tots els humans que es relacionen amb un extraterrestre moren posteriorment. Dins d'aquest subgènere també hi trobem títols com Vampyros Lesbos (1971, de Jesús Franco), Flesh for Frankenstein (1973, de Paul Morrissey), La Bête (1975, de Walerian Borowczyk), L'ànsia (1983, de Tony Scott), o Antichrist (2009, de Lars von Trier).

## Pel·lícules de referència

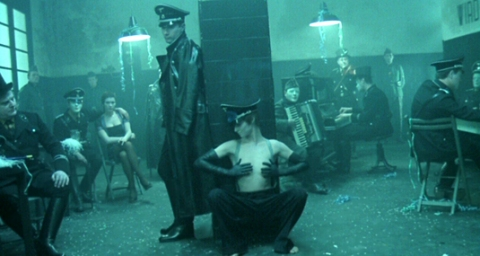
Il portiere di notte (1974).

Aquestes són algunes de les pel·lícules eròtiques de referència:
- 1962: Lolita, de Stanley Kubrick
- 1972: L'últim tango a París, de Bernardo Bertolucci[3]
- 1972: Els contes de Canterbury, de Pier Paolo Pasolini
- 1974: Il portiere di notte, de Liliana Cavani[3]
- 1974: Emmanuelle, de Just Jaeckin[43][62]
- 1974: Les mil i una nits, de Pier Paolo Pasolini
- 1975: Supervixens, de Russ Meyer
- 1975: Història d'O, de Just Jaeckin
- 1975: Salò o le 120 giornate di Sodoma, de Pier Paolo Pasolini[3][49]
- 1976: L'Empire des sens, de Nagisa Oshima[3][4]
- 1979: Calígula, de Tinto Brass[3]
- 1984: La passió de China Blue, de Ken Russell
- 1986: Nou setmanes i mitja, d'Adrian Lyne[68]
- 1990: Las edades de Lulú, de Bigas Luna
- 2001: Lucía y el sexo, de Julio Medem[3][4]
- 2003: Els somiadors, de Bernardo Bertolucci
- 2013: Nymphomaniac, de Lars von Trier
- 2010: Habitación en Roma, de Julio Medem
- 2013: La vida d'Adèle, d'Abdellatif Kechiche[4][68]
- 2015: Fifty Shades of Grey, de Sam Taylor-Wood
- 2016: The Neon Demon, de Nicolas Winding Refn